# Wilt Chamberlain
Wilton Norman Chamberlain, detto Wilt (Filadelfia, 21 agosto 1936 – Los Angeles, 12 ottobre 1999), è stato un cestista e allenatore di pallacanestro statunitense, di ruolo centro, professionista nella NBA e nell'ABA.
Detiene numerosi record statistici dell'NBA, tra cui il maggior numero di punti (100) e rimbalzi (55) in una singola partita e in una stagione. Detiene anche il record di media punti (50,4) e media rimbalzi (27,2) in una singola stagione NBA.
È uno dei 5 giocatori ad avere vinto più di 4 MVP, insieme a Kareem Abdul-Jabbar (6), Michael Jordan (5), Bill Russell (5) e LeBron James (4), e uno dei soli 3 insieme a Bill Russell e Larry Bird ad averne vinti 3 consecutivamente (1966-1968). 
È stato il miglior marcatore dell'NBA per 18 anni, dal 1966 (quando ha superato Bob Pettit), fino al 1984, quando è stato superato da Kareem Abdul-Jabbar. 
È stato il primo cestista di sempre a vincere il premio di MVP nel suo anno da rookie, e uno degli unici due cestisti di sempre a riuscirci insieme a Wes Unseld.
È uno dei soli 8 cestisti ad aver superato i 30.000 punti nella stagione regolare (insieme a LeBron James, Kareem Abdul-Jabbar, Karl Malone, Kobe Bryant, Michael Jordan, Dirk Nowitzki e Kevin Durant) e risulta primo di sempre per rimbalzi totali avendo in attivo circa 23.000 rimbalzi totali. 
È considerato uno dei migliori giocatori della storia della pallacanestro .

## Biografia
Wilton Norman Chamberlain nacque a Filadelfia, in Pennsylvania, in una famiglia di nove figli, figlio di Olivia Ruth Johnson, una lavoratrice domestica e casalinga, e William Chamberlain, un saldatore, custode e tuttofare.
Nel 1991 pubblicò un'autobiografia intitolata Visto dall'alto. Già ricoverato in ospedale per un'aritmia cardiaca nel 1992, morì d'infarto a 63 anni il 12 ottobre 1999.

## Caratteristiche tecniche
Secondo il giornalista di ESPN Hal Bock, «prima del suo arrivo la maggior parte dei giocatori di basket erano uomini di normali dimensioni. Chamberlain ha cambiato tutto». Grazie alle sue notevoli doti fisiche, ottenne eccellenti risultati in discipline atletiche quali salto in alto, getto del peso e 400 metri piani.
Una delle sue pecche tecniche più grandi fu l'imprecisione nei tiri liberi: ne sbagliò 5805.

## Carriera

### High School
Come giocatore dei i Panthers Overbrook, Chamberlain ha tenuto una media di 31 punti a partita durante i campionati studenteschi del 1953 e ha portato la sua squadra alla vittoria 71-62 contro la Northeast High School del suo futuro compagno di squadra Guy Rodgers.
Dopo aver segnato 34 punti, la sua squadra sfidò la vincente della Catholic League, la West Catholic. Nonostante i suoi 29 punti, i Panthers persero 54-42.
Nella sua seconda stagione, Chamberlain continuò a registrare un'alta media punti, realizzando addirittura il record delle High school con 71 punti contro i Roxborough. I Panthers vinsero la Public League, battendo di nuovo la Northeast in una partita in cui Chamberlain segnò 40 punti, e più tardi vinsero il City Title sconfiggendo la South Catholic per 74-50. Chamberlain segnò 32 punti e portò la sua squadra a vincere tutte le 19 partite a cui partecipò.
Nella sua terza e ultima stagione mantenne l'altissima media punti, realizzando, tra l'altro, 74, 78 e 90 punti in tre partite consecutive. I Panthers vinsero il Public Title per la terza volta, battendo West Philadelphia 78-60, e il City Title, battendo proprio West Catholic. Segnando 35 punti, Chamberlain guidò la sua squadra a una facile vittoria per 83-42. In tre anni, Chamberlain aveva vinto 2 City Title, registrato un record di 56 partite vinte e 3 perse, aveva superato il precedente record di Tom Gola segnando 2.252 punti e mantenuto una media di 37,4 punti a partita.
Dopo la sua ultima stagione, oltre 200 università volevano reclutare il talentuoso cestista. Tra gli altri, UCLA offrì a Chamberlain l'opportunità di diventare una star del cinema. Cherry ha descritto che Chamberlain voleva un cambiamento e quindi non voleva andare in un'università a Filadelfia e dintorni (scelta che scartò anche New York), non era interessato al New England, e snobbava il Sud a causa della segregazione razziale; rimaneva solo il Midwest tra le opzioni. Alla fine, dopo aver visitato l'Università del Kansas, anche comunemente nota come KU, e il rinomato allenatore di quel college, Phog Allen, Chamberlain scelse di giocare a basket a KU.

### College
Nel 1955 Chamberlain entrò al college, come giocatore dei Kansas Jayhawks, allenato da Phog Allen. I ragazzi al primo anno di college non potevano giocare il campionato, ma Wilt riuscì a impressionare il suo allenatore già nell'amichevole tra i freshman (giocatori che l'anno successivo avrebbero potuto giocare) e la squadra del college: segnò in quella partita infatti 42 punti con 16-35 FG e 10-12 FT e prese 29 rimbalzi con 4 stoppate.
Il 3 dicembre 1956 Chamblerlain finalmente esordì in NCAA. Il centro di Kansas mise a referto 52 punti e 31 rimbalzi contro il Northwestern team, battendo tutti i precedenti record. In quella partita addirittura ruppe un dito a Red Kerr con una schiacciata. Alcuni dei suoi avversari per battere Kansas tenevano il pallone in mano per diversi minuti, come fecero i ragazzi di Oklahoma State che riuscirono a battere la squadra di Chamberlain per 56-54 trattenendo il pallone per gli ultimi tre minuti e mezzo, il che era ancora consentito dalle regole (norma poi modificata a partire dal 1984 in NCAA).
Nel campionato del 1957 furono 23 le squadre a partecipare al campionato, e grazie alle brillanti prestazioni di Chamberlain, Kansas si qualificò alle finali contro North Carolina. In quella partita il coach avversario Frank McGuire usò tutte le tattiche possibili per fermare Wilt, che era sistematicamente triplicato in difesa. I minuti finali praticamente non si giocarono con la squadra del Nord che faceva girare il pallone sterilmente. I tempi regolamentari si chiusero sul risultato di 46 pari. Ci vollero tre tempi supplementari per consegnare il successo a North Carolina. Wilt Chamberlain rivelerà che quella sconfitta fu una delle più dolorose della sua carriera.
L'anno successivo le partite furono ancora più frustranti per lui. Tutti gli avversari degli Jayhawks sapevano bene quanto fosse dominante e quindi più volte "congelavano" il pallone rifiutandosi di giocare e marcavano Chamberlain con tre o quattro giocatori. Ciò nonostante riuscì a mettere a segno 30,1 punti di media a partita. Kansas chiuse quell'anno con un record di 18-5 al secondo posto il che non le consentiva di andare alla fase finale, per cui la stagione di Chamberlain finì prima del solito.
Nelle due stagioni giocate a Kansas Chamberlain realizzò 29,9 punti e 18,3 rimbalzi a partita per un totale di 1433 punti e 877 rimbalzi, guidando Kansas a una finale NCAA e ad un titolo della Big Seven Conference. Al termine del college aveva 21 anni ed era già apparso su importantissimi giornali come il Time ancor prima di diventare un giocatore professionistico.

### Carriera da Professionista

#### Harlem Globetrotters (1958-1959)
Dopo i frustranti anni al college, Chamberlain voleva diventare subito un giocatore professionista di basket ancor prima di aver finito il suo anno da senior. In ogni caso l'NBA di allora non accettava giocatori che non avessero terminato gli studi. Dunque Chamberlain, che era impossibilitato a giocare in NBA, per il momento decise di giocare per gli Harlem Globetrotters nel 1958 per una somma di 50.000 $ (mentre il giocatore più pagato dell'NBA di quell'anno ne guadagnava appena 20.000).
Quella squadra entrò nella storia per una partita a Mosca nel 1959 davanti a un pubblico gremito al Lenin Central Stadium, tra gli spettatori c'era anche il presidente Nikita Chruščëv. Il suo numero 13, è stato ritirato il 9 marzo 2000 dagli Harlem Globetrotters.

#### Philadelphia/San Francisco Warriors (1959-1965)
Il 24 ottobre 1959 Chamberlain fece il suo debutto in NBA con i Philadelphia Warriors e divenne subito il giocatore più pagato della lega. La squadra era allenata da Neil Johnston e c'erano ottimi giocatori come Tom Gola, Paul Arizin e il suo antico rivale Guy Rodgers. Il quintetto base era tutto nativo di Filadelfia. Nella sua prima partita, contro i New York Knicks il rookie mise a segno 43 punti e 28 rimbalzi. Alla sua quarta partita, Philadelphia incontrava i Boston Celtics, campioni uscenti di Bill Russell. In quella che fu una delle prime sfide tra i due, Chamberlain segnò 30 punti mentre Russell 28, ma la squadra del Massachusetts si portò a casa la gara.
Nella sua prima stagione realizzò 37,6 punti e 27 rimbalzi di media, migliorando qualsiasi altro record precedente di rookie. Gli bastarono solamente 56 partite per segnare 2102 punti, battendo il precedente record di Bob Pettit che segnò 2101 punti in 72 gare. Wilt riuscì a battere 8 record NBA e fu nominato contemporaneamente MVP e Rookie dell'anno, fatto ripetuto solamente da Wes Unseld nella stagione 1968-1969. La sua stagione fu impreziosita dalla partita All Star in cui mise a referto 23 punti e 25 rimbalzi. Tuttavia cominciava ad essere evidente il suo grande limite riguardante l'esecuzione dei tiri liberi e con il passare del tempo le sue statistiche andavano peggiorando.
Nei suoi primi Playoffs Chamberlain passa il turno contro Syracuse battendola per 2-1, ma la sua corsa si ferma contro i Boston Celtics. La squadra di Russell si portò a casa la serie vincendo per 4-2. In quella serie venne fatto sistematicamente fallo su Chamberlain rendendogli impossibile giocare, ma ciò nonostante riuscì a segnare 50 punti in Gara 5. Stagione che fu poi vinta dagli stessi Boston Celtics. I tifosi di Filadelfia vennero comunque shockati quando Chamberlain annunciò il suo ritiro dichiarandosi stanco di subire sempre falli (specialmente duri) e di essere triplicato o quadruplicato a ogni partita. Il rookie da Kansas si convinse a tornare grazie anche a un ritocco salariale a 65.000$.
La stagione seguente, Chamberlain superò la precedente da rookie con una media di 38,4 punti e 27,7 rimbalzi a partita. Divenne il primo giocatore a rompere il muro dei 3000 punti segnati in carriera e il primo e unico giocatore ad aver catturato più di 2000 rimbalzi in una stagione (2149). Quell'anno vinse anche il premio per la percentuale di tiro e stabilì il record di rimbalzi in una partita con 55 il 24 novembre 1960 proprio contro i Celtics. Ma tuttavia ancora una volta non riuscì ad aiutare la sua squadra ad arrivare al successo. Questa volta Philadelphia perse contro Syracuse, anche a causa dei dissapori del centro con l'allenatore Johnston.
Alla terza stagione, gli Warriors contattarono Frank McGuire come allenatore. Quell'anno Wilt stabilì diversi record. Nella stagione 1962 appunto, mise a segno 50,4 punti e 25,7 rimbalzi di media. Il 2 marzo 1962 in particolare a Hershey, Pennsylvania, Wilt distrusse i New York Knicks stabilendo il record assoluto di punti in una partita segnandone ben 100 con 36-63 FG e 28-32 FT. In quella stagione superò anche la soglia dei 4000 punti segnati in una stagione, record mai più raggiunto (il solo Michael Jordan è riuscito a segnarne più di 3000 nella stagione 1986-87). Ancora una volta riuscì a prendere più di 2000 rimbalzi in quella stagione con 2052. E stabilì anche un record di minuti giocati in quanto ne giocò di media 48,53 a partita (considerando gli over time) e perciò in quella stagione giocò 3882 minuti dei 3890 totali dei Warriors (perché venne espulso per due tecnici in una partita).
Le sue gesta della stagione 1962 sono oggetto del libro Wilt, 1962 a opera di Gary Pomerantz (2005) che ha usato Chamberlain come metafora della crescita dell'America Nera. A coronare la stagione 1962 ci fu l'All Star Game match in cui Wilt segnò 42 punti, record superato nel 2017 da Anthony Davis che ne ha segnati 52. Nei Playoffs del 1962 gli Warriors sfidarono di nuovo i Boston Celtics nelle finali della Eastern Division. Entrambe le franchigie vinsero le partite giocate in casa, così che si andò a gara 7 che Chamberlain e compagni non riuscirono a portare a casa dovendosi ancora una volta arrendere di fronte alla squadra di Bill Russell. Quell'anno nonostante i 50 punti di media, Chamberlain fu comunque criticato per non aver vinto l'anello.
Nella stagione 1962-63 Eddie Gottlieb vendette la franchigia per 850 000 $ a un gruppo di imprenditori di San Francisco guidato da Marty Simmons, perciò la squadra si trasferì in California assumendo il nuovo nome di San Francisco Warriors con il nuovo coach Bob Feerick. Alcuni dei più importanti giocatori non volendo trasferirsi sull'altra sponda degli Stati Uniti decisero di ritirarsi o di essere ceduti. Ciò nonostante Wilt fu autore di 44,8 punti e 24,3 rimbalzi di media ma gli Warriors con lo score di 49-31 non si qualificarono nemmeno ai Playoffs.
Nella stagione 1963-1964 cambiò nuovamente l'allenatore con l'assunzione di Alex Hannum e inoltre la squadra migliorò grazie al rookie Nate Thurmond. La stagione di Wilt fu di nuovo ottima con 36,9 punti e 22,3 rimbalzi di media che valsero l'accesso alle Finals per gli Warriors che ancora una volta persero contro i Boston Celtics di Russell per 4-1 nella serie.
La stagione seguente gli Warriors dovettero affrontare dei pesanti problemi finanziari e per questo dovettero cedere Wilt Chamberlain ai Philadelphia 76ers, il nuovo nome dei vecchi Syracuse Nationals.

#### Philadelphia 76ers (1965-1968)
Dopo la trade Chamberlain trovò a Philadelphia giocatori di livello come Hal Greer, Larry Costello, Chet Walker e Lucious Jackson, quest'ultimo era il centro della squadra che con l'arrivo di Wilt fu costretto a cambiare ruolo. Ancora una volta non andava d'accordo con l'allenatore Dolph Schayes che era un suo vecchio rivale in campo. 
Le statistiche al suo primo anno ai 76ers furono ancora ottime con 34,7 punti e 22,9 rimbalzi. Dopo aver sconfitto i Cincinnati Royals di Oscar Robertson ai Playoffs Chamberlain incontrò nuovamente i Celtics. Ancora una volta si andò a gara 7 che fu giocata al Boston Garden in virtù del miglior record in regular season. Nell'ultima gara entrambi i centri brillarono: Chamberlain realizzò 30 punti con 32 rimbalzi mente Russell fece 16 punti, 27 rimbalzi e distribuì 8 assist ai compagni. I Celtics vinsero però nel finale in quanto Chamberlain non ricevette la palla per il sorpasso perché il proprio allenatore aveva paura che gli avversari gli facessero intenzionalmente fallo per mandarlo a tirare i liberi (considerando le sue scarse prestazioni dalla lunetta). Per la quinta volta in sette anni la squadra di Chamberlain dovette arrendersi ai Celtics di Russell.

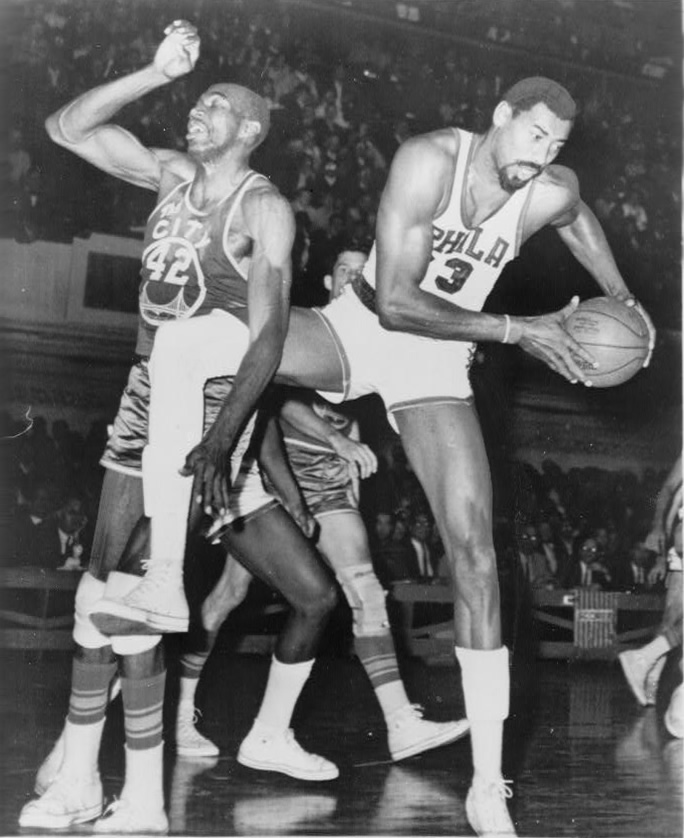
Wilt Chamberlain ai tempi di Philadelphia

Nella stagione 1965-1966 i 76ers vinsero 55 partite perdendone 25 e Chamberlain vinse il suo secondo titolo di MVP. Il centro dominò anche quell'anno mettendo a referto 33,5 punti e 24,6 rimbalzi a partita. In una gara in particolare effettuò una stoppata a Gus Johnson che gli provocò una lussazione alla spalla. Il principale problema di Wilt era però la sua vita notturna. Ad esempio lui viveva a New York pur giocando a Filadelfia per essere più vicino ai migliori locali e quindi era disponibile dopo nel pomeriggio, ragion per cui gli allenamenti dei 76ers non si svolgevano mai prima delle 16:00 nonostante tutti gli altri compagni preferissero il contrario. Anche il nuovo proprietario Irv Kosloff chiese più volte a Wilt di trasferirsi a Filadelfia, ma non ci fu verso di convincerlo.
Nei Playoffs del 1966 i Sixers incontrarono ancora i Celtics e per la prima volta potevano godere del vantaggio del campo ma Boston vinse facilmente le prime due partite in trasferta (115-96 e 114-93). In gara 3 i 76ers accorciarono sul 2-1 grazie ai 31 punti e 27 rimbalzi di Wilt che però non si presentò all'allenamento del giorno seguente perché troppo stanco e si rifiutò anche di tirare solamente qualche tiro libero. In gara 4 Boston vinse 114-108. Prima di Gara 5 Chamberlain era irrintracciabile e saltò l'allenamento cominciando a destare il malumore nei compagni. Tutto ciò non gli impedì di segnare 46 punti e 34 rimbalzi ma la sua squadra comunque perse per 120-112.
Prima della stagione 1966-1967, Schayes fu rimpiazzato da Hannum che tornò ad allenare Chamberlain dopo averlo già fatto a San Francisco. Durante le riunioni di spogliatoio molte volte i due arrivarono quasi alle mani durante alcune discussioni ma fu proprio l'autorevolezza del nuovo coach che non voleva perdere la leadership dello spogliatoio a far sì che Chamberlain iniziasse a rispettarlo. In particolare il centro si convinse a giocare più per la squadra e ad aiutare i compagni in difesa, unico modo, secondo l'avviso di Hannum per fargli vincere un titolo. Infatti Wilt quell'anno fu meno dominante prendendo solo il 14% dei tiri della squadra (nel 1962 quando fece 50,4 di media tirò il 35,3%) e registrando il suo valore medio più basso di punti in carriera con 24,2. Tuttavia registrò 24,2 rimbalzi a partita, 7,8 assists e tirando il 68% dal campo. Per questo cambio nel suo gioco riuscì ad aggiudicarsi il suo terzo titolo di MVP. Vinsero 46 delle prime 50 partite di regular season per poi chiudere 68-13. Il comportamento di Chamberlain cambiò anche fuori campo: invitava infatti più volte i compagni a mangiare fuori pagando sempre il conto, considerando che guadagnava circa dieci volte in più degli altri.
Nei Playoffs del 1967 i Sixers sfidarono per l'ennesima volta i Celtics alle finali della Eastern Division avendo il vantaggio del fattore campo. In gara 1 Philadelphia vinse 127-112 con Chamberlain che realizzò (non ufficialmente) una Quadrupla doppia segnando 24 punti, 32 rimbalzi, 13 assist e 12 stoppate dato che tuttavia non è ufficiale in quanto l'NBA ha cominciato a registrare le statistiche di stoppate e palle rubate solo a partire dalla stagione 1973-1974. Anche gara 2 fu vinta da Philadelphia per 107-102 all'overtime. In gara 3 i Sixers vinsero 115-104 grazie anche ai 41 rimbalzi presi da Wilt. La serie finì però a gara 5 perché i Celtics riuscirono a vincere una partita della serie portandosi a casa gara 4, ma nella successiva gara vennero distrutti per 140-116 grazie ai 29 punti, 36 rimbalzi e 13 assist del centro di Philadelphia. Questa sconfitta pose fine agli otto titoli consecutivi di Boston.
Le Finals del 1967 videro Chamberlain affrontare i suoi vecchi San Francisco Warriors in una contesa che venne risolta a gara 6 che fu vinta dai Sixers per 123-122. Chambelain vince quindi il suo primo anello NBA segnando 17,7 punti a partita nella serie e prendendo 28,7 rimbalzi di media.
Nella stagione 1967-1968 Chamberlain continuò a concentrarsi sulla squadra piuttosto che su sé stesso e mise a segno 24,3 punti e 23,8 rimbalzi a partita. Quell'anno Wilt passò alla storia per essere diventato l'unico centro nella storia NBA a finire la stagione al primo posto nella classifica degli assist con i suoi 702 passaggi decisivi. Fu inevitabile assegnargli il suo quarto titolo MVP. Inoltre quell'anno divenne il primo giocatore a superare la quota 25.000 punti in carriera. Il 2 febbraio 1968 Chamberlain divenne il primo (fino alla stagione 2018/2019 l'unico, emulato da Russell Westbrook) giocatore dell'NBA ad aver realizzato una "doppia tripla doppia" con 22 punti 25 rimbalzi e 21 assist.
Nei Playoffs del 1968 la prima gara fu contro i New York Knicks che crollarono solo a Gara 6 nonostante dei problemi fisici per i Sixers. L'ultima partita fu vinta 115-97 e Chamberlain fu autore di 25 punti e 27 rimbalzi. Nelle sei gare fu il giocatore con più punti (153), rimbalzi (145) e assist (38). Alle finali della Eastern Division rincontrarono i Boston Celtics sempre con il vantaggio del campo, questa volta da detentori del titolo. Quella serie vide gli Stati Uniti subire un forte shock in quanto il 4 aprile 1968 fu assassinato Martin Luther King Jr. e la maggior parte dei giocatori erano afro-americani per cui addirittura si pensò di cancellare la serie. Il giorno dopo si giocava in un clima irreale Gara 1 che fu vinta da Boston per 127-118. Philadelphia però riprese la serie vincendo le tre partite successive portandosi sul 3-1. Nessuna squadra NBA aveva mai vinto stando sotto di due gare, ma i Celtics ci riuscirono. Arrivati a Gara 7 Philadelphia fu sconfitta per 100-96 con Chamberlain autore di soli 14 punti ma comunque di 34 rimbalzi. Nel secondo tempo Wilt non tirò nemmeno una volta dal campo. Questa sconfitta rappresentò la sesta nelle serie Playoffs contro la squadra del Massachusetts.
Dopo questa stagione l'allenatore Hannum voleva trasferirsi a Ovest e andò ad allenare gli Oakland Oaks mentre Wilt Chamberlain chiese di essere ceduto e il general manager Jack Ramsay lo accontentò chiudendo una trade con i Los Angeles Lakers. I motivi della richiesta di Wilt sono controversi addirittura di natura sociale, in quanto il centro avrebbe voluto vivere in una città come Los Angeles molto più tollerante rispetto a Filadelfia, il che gli avrebbe permesso anche maggior libertà con le ragazze bianche.

#### Los Angeles Lakers (1968-1973)

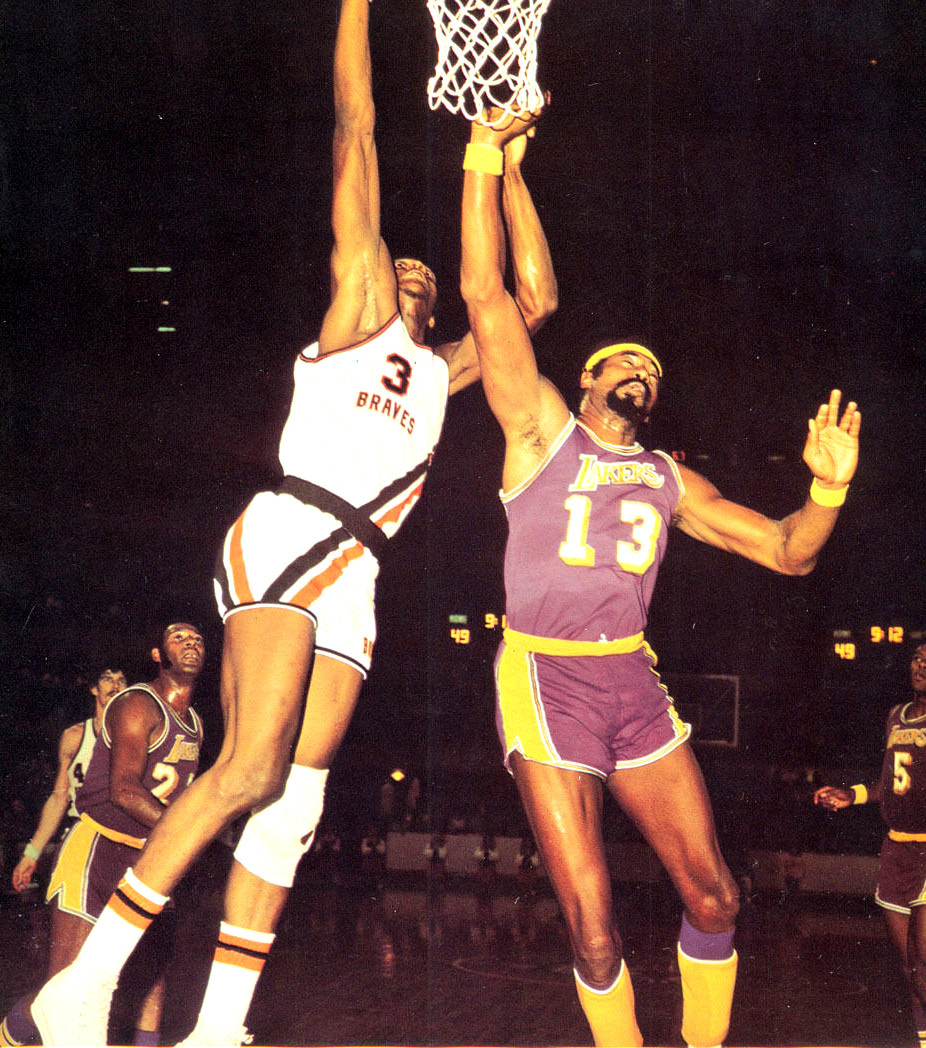
Elmore Smith e Wilt Chamberlain lottano a rimbalzo nel 1971

Il 9 luglio 1968 venne quindi ceduto ai Lakers diventando il primo MVP a essere ceduto l'estate seguente. Il proprietario della franchigia Californiana Kent Cooke diede a Wilt un contratto senza precedenti pagandogli 250 000 $ netti. Tra i suoi nuovi compagni di squadra c'erano gli Hall of Fame Elgin Baylor, Keith Ericson, Tom Hawkins e Johnny Egan ma la stagione per lui fu deludente e frustrante in via anche dei dissapori con il tecnico Butch van Breda Kolff che lo metteva più volte in panchina, cosa mai successa prima in carriera. A metà stagione in due gare addirittura segnò solamente 6 e 2 punti. Pur con questi problemi la sua media punti fu di 20,5 e 21,1 rimbalzi con il presidente Cooke comunque contento per via della crescita nella vendita dei biglietti dell'11%.
I Lakers si qualificarono comunque ai Playoffs del 1969 in cui sconfissero l'ex squadra di Chamberlain per 4-2 (dopo aver perso le prime due gare) e successivamente gli Atlanta Hawks prima di rincontrare nuovamente i Boston Celtics di Bill Russell in finale. Le due squadre erano pari dopo 4 gare sul risultato di 2-2 con il centro gialloviola criticato per essere stato neutralizzato dal suo eterno rivale. In gara 5 però Wilt si riprese conducendo la sua squadra alla vittoria con 13 punti e 31 rimbalzi per il 117-104 finale. I Boston si aggiudicarono gara 6 pareggiando i conti con una brutta prestazione di Chamberlain autore di soli 8 punti. La Gara 7 si giocò in un surreale clima generato dal proprietario Jack Cooke che già convinto di vincere, riempì il Forum di LA di palloncini il che motivò e non poco i Celtics. Dopo tre quarti il risultato era 91-76 per gli ospiti. Chamberlain si fece male nel quarto quarto e fu costretto a uscire con i suoi compagni che riuscirono a rimontare fino al 103-102 per poi perdere per 108-106. Chamberlain chiuse la partita con 18 punti (7-8 FG) e 27 rimbalzi.
Al secondo anno con i Lakers cambiò l'allenatore con l'arrivo di Joe Mullaney ma Wilt si fece male al ginocchio alla nona partita della regular season e fu costretto a stare diversi mesi fermo. Riuscì a tornare alla terzultima gara. Le sue medie di quell'anno furono 27,3 punti, 18,4 rimbalzi e 4,1 assist di media. Nelle Finals del 1970 i californiani si dovettero scontrare con i Knicks. La Gara 1 andò a New York per 124-112 con Willis Reed di 37 punti. In gara 2 Chamberlain ne mise 19 con 24 rimbalzi bloccando il tiro finale di Reed permettendo ai suoi di vincere 105-103. Gara 3 venne vinta ai supplementari da NY per 111-108 ma Chamberlain reagì nuovamente pareggiando la serie per 2-2 grazie ai suoi 18 punti e 25 rimbalzi di gara 4. In Gara 5 i Lakers buttarono all'aria i 13 punti di vantaggio che avevano all'intervallo commettendo 19 turnover e perdendo 107-100 con Chamberlain che tirò solamente tre volte nella seconda frazione. Ancora una volta Wilt la partita seguente si rialzò con 45 punti a referto e pareggiando quasi da solo la serie per 135-113 per portare LA a Gara 7 a New York. Reed nonostante un infortunio giocò lo stesso e guidò i suoi alla vittoria. I 21 punti di Chamberlain non gli impedirono di subire la terza sconfitta in una Gara 7.
Nella stagione 1970/1971 i Los Angeles Lakers si ripresero da Phoenix la guardia Gail Goodrich. Chamberlain, ormai trentaquattrenne, fu autore di 20,7 punti, 18,2 rimbalzi e 4,3 assist. I gialloviola si aggiudicarono quell'anno il titolo della Pacific Division ma nella finale della Western Conference partirono da sfavoriti contro i Milwaukee Bucks di Kareem Abdul Jabbar (che allora era ancora conosciuto come Lew Alcindor) e di Oscar Robertson in virtù degli infortuni di Elgin Baylor e Jerry West, pedine chiave di LA. In Gara 1 Abdul-Jabbar segnò 32 punti contro i 22 di Chamberlain per la vittoria Bucks 106-85. Il centro di LA in gara 2 mise 26 punti ma i cervi vinsero ancora. Prima di gara 3 si fece male anche Keith Erickson, la riserva di West, e i californiani dovettero schierare il rookie Jim McMillian, ciò nonostante vinsero 118-107 con i 24 punti e 27 rimbalzi di Chamberlain. In Gara 4 i Lakers persero 117-94 ed erano sotto per 3-1 nella serie che fu chiusa in casa di Milwaukee con un 116-98.
Dopo i playoff del 1971 Chamberlain ebbe un'offerta per sfidare l'allora campione del mondo dei pesi massimi di pugilato Muhammad Ali, ma l'incontro non fu mai disputato.
Nella stagione 1971-1972 i Lakers assunsero l'ex Boston Celtics Bill Sharman come allenatore che organizzava degli allenamenti mattutini per tirare a cui partecipava anche Chamberlain come invece non faceva negli anni della sua giovinezza. Inoltre Sharman aiutò Wilt a velocizzare la manovra della squadra grazie ai suoi rimbalzi per poi lanciare velocemente i compagni in contropiede.
Pur non essendo più il miglior realizzatore della squadra, Chamberlain ne divenne il capitano. Quell'anno infatti realizzò solamente 14,8 punti di media (con il 64,9% FG) ma comunque 19,2 rimbalzi. Grazie al suo apporto difensivo i Lakers riuscirono a vincere 33 partite consecutive (record all time) e a chiudere la regular season con 69 vittorie. Nella post-season i Lakers sconfissero i Chicago Bulls per 4-0 per poi dover sfidare nuovamente i Milwaukee Bucks di Abdul-Jabbar (di 11 anni più giovane di lui). La rivista Life ha etichettato la sfida Chamberlain-Jabbar come il più grande incontro sportivo di tutti i tempi che fu vinto dal centro di LA in 6 gare. In gara 6 in particolare Wilt segnò 24 punti e 22 rimbalzi in 48 minuti giocati aiutando la squadra a vincere dopo essere stata sotto di dieci punti anche nel quarto quarto.
Nella finali del 1972 ancora una volta i Lakers affrontarono i New York Knicks orfani di Reed infortunato. Dopo l'1-1 iniziale in Gara 3 Chamberlain mise a segno 26 punti e 20 rimbalzi vincendo la partita. In gara 4 Chamberlain nonostante i cinque falli (in carriera non è mai stato espulso per sei falli) riuscì a difendere molto bene effettuando due stoppate decisive ai supplementari con 27 punti segnati. In gara 5 nonostante un infortunio alla mano registrò 24 punti, 29 rimbalzi, 8 assist e 8 stoppate, contate dallo speaker Keith Jackson durante la partita. Questa grande prestazione valse il secondo titolo NBA per Wilt Chamberlain che fu anche nominato MVP delle Finals e ammirato da tutti per aver giocato malgrado l'infortunio.
La stagione 1972-1973 fu l'ultima ai Lakers e mise a segno 13,2 punti (72,7% FG) e 18,6 rimbalzi (abbastanza comunque per vincere la classifica dei rimbalzi di quell'anno per l'undicesima volta in carriera). La grandissima percentuale dal campo gli ha valso per la nona volta la vittoria nella classifica di percentuale di tiri. La squadra nonostante fosse più debole degli anni scorsi vinse 60 gare di regular season e arrivò in finale ancora contro i Knicks che ritrovarono la loro stella Willis Reed. In quella serie i Lakers vinsero gara 1 115-112 ma NY si portò a casa sia gara 2 che gara 3 e le cose peggiorarono per LA con West che si infortunò di nuovo. Dopo la vittoria in Gara 4 i gialloviola persero Gara 5 per 102-93 malgrado i 23 punti e 21 rimbalzi di Chamberlain. A un secondo dalla fine Chamberlain effettuò una schiacciata che fu la sua ultima giocata in NBA.
In totale vinse quattro volte il premio di miglior giocatore della lega, undici volte la classifica del miglior rimbalzista, sette quella della miglior percentuale di tiro, sette (consecutivamente) quella del miglior marcatore; addirittura un anno ebbe il più alto numero di assist della lega (ma non la miglior media). È l'unico giocatore ad aver segnato più di 4000 punti in una stagione, con una media di circa 50 punti a partita. In quattordici stagioni nella lega professionistica statunitense, non raggiunse mai il limite dei sei falli, nonostante fosse il pilastro della difesa della sua squadra. Un'altra caratteristica incredibile di Chamberlain era la resistenza fisica: è stato di gran lunga il giocatore NBA con il minutaggio medio più alto (45,8 contro i 42,29 di Russell, secondo) ed in 9 delle sue prime 10 stagioni fu il leader della classifica in MPG (un anno fece registrare addirittura 48,5 minuti di media).
Chamberlain ha messo a segno 31 419 punti (7ª posizione assoluta) in 1.045 partite, il che lo collocava al primo posto della classifica del giocatore con il maggior numero di punti in carriera quando si è ritirato, nel 1974; quindici anni più tardi è stato superato da Kareem Abdul-Jabbar.
La sua media punti per gara in carriera, 30,07, è la seconda nella storia della NBA dietro solamente a quella di Michael Jordan (30,12).
Wilt Chamberlain è stato introdotto nella Basketball Hall of Fame.

## Allenatore

### San Diego Conquistadors (1973–1974)
Nel 1973, i San Diego Conquistadors squadra dell'ABA fecero firmare a Chamberlain un contratto da giocatore-allenatore per $600,000 all'anno per 3 anni (circa il doppio di quanto veniva pagato dai Lakers precedentemente).
Il motivo della dipartita dai Lakers era dato dal fatto che Chamberlain, dopo il titolo vinto nella stagione 1971-1972, pensava di essersi guadagnato il diritto di rinegoziare il suo contratto, mentre invece i Lakers aspettarono fino a Settembre 1972 a contattarlo, solo quando capirono che il giovane centro di UCLA Bill Walton aveva deciso di restare al college anche per la stagione 1972-1973.
I Lakers denunciarono il loro ex giocatore, proibendogli di giocare in ABA perché nel contratto biennale firmato nel 1971 c'era un'opzione per un altro anno a favore della società se Chamberlain non avesse firmato un nuovo contratto proposto dai Lakers.
Il 10 Ottobre 1973, giorno della prima partita stagionale dei San Diego Conquistadors un giudice stabilì che Chamberlain poteva allenare ma non giocare per squadre diverse dai Lakers per la stagione 1973-1974.

Chamberlain non potendo giocare lasciò la maggior parte dei compiti di allenatore al suo assistente Stan Albeck.
La regular season terminò con un record di 37-47, mentre ai playoff dopo aver sconfitto in una partita di tiebreaker i Denver Rockets allenati dal suo ex allenatore a Philadelphia Alex Hannum, furono sconfitti in 6 gare dagli Utah Stars, squadra che dopo aver battuto anche gli Indiana Pacers verrà sconfitta in finale ABA di quell'anno dai New York Nets guidati da Julius Erving.
Al termine della stagione Wilt Chamberlain deluso dalla scarsa affluenza di pubblico alle partite casalinghe giocate alla Golden Hall di San Diego che aveva solo 3.200 posti a sedere, non potendo giocare alla San Diego Sports Arena per divergenze sulla proprietà della squadra fra il proprietario del club Leonard Bloom e Peter Graham concessionario dell'arena cittadina (che diventerà la casa dei Conquistadors solo nella stagione successiva), si ritirò definitivamente dal basket professionistico.

## Statistiche
| † | Denota le stagioni in cui Chamberlain ha vinto il titolo |
| * | Primo nella lega                                         |
| * | Record                                                   |

### NCAA
| Anno      | Squadra         | PG | PT | MP | TC%  | 3P% | TL%  | RP   | AP | PRP | SP | PP   |
| --------- | --------------- | -- | -- | -- | ---- | --- | ---- | ---- | -- | --- | -- | ---- |
| 1956-1957 | Kansas Jayhawks | 27 | -  | -  | 46,8 | -   | 62,7 | 18,9 | -  | -   | -  | 29,6 |
| 1957-1958 | Kansas Jayhawks | 21 | -  | -  | 47,3 | -   | 60,8 | 17,5 | -  | -   | -  | 30,1 |
| Carriera  | Carriera        | 48 | -  | -  | 47,0 | -   | 61,9 | 18,3 | -  | -   | -  | 29,9 |

### NBA

#### Regular Season
| Anno       | Squadra            | PG   | PT | MP    | TC%   | 3P% | TL%  | RP    | AP  | PRP | SP | PP    |
| ---------- | ------------------ | ---- | -- | ----- | ----- | --- | ---- | ----- | --- | --- | -- | ----- |
| 1959-1960  | Philad. Warriors   | 72   | -  | 46,4* | 46,1  | -   | 58,2 | 27,0* | 2,3 | -   | -  | 37,6* |
| 1960-1961  | Philad. Warriors   | 79*  | -  | 47,8* | 50,9* | -   | 50,4 | 27,2* | 1,9 | -   | -  | 38,4* |
| 1961-1962  | Philad. Warriors   | 80*  | -  | 48,5* | 50,6  | -   | 61,3 | 25,7* | 2,4 | -   | -  | 50,4* |
| 1962-1963  | S.F. Warriors      | 80*  | -  | 47,6* | 52,8* | -   | 59,3 | 24,3* | 3,4 | -   | -  | 44,8* |
| 1963-1964  | S.F. Warriors      | 80   | -  | 46,1* | 52,4  | -   | 53,1 | 22,3  | 5,0 | -   | -  | 36,9* |
| 1964-1965  | S.F. Warriors      | 38   | -  | 45,9  | 49,9* | -   | 41,6 | 23,5  | 3,1 | -   | -  | 38,9* |
| 1964-1965  | Philadelphia 76ers | 35   | -  | 44,5  | 52,8* | -   | 52,6 | 22,3  | 3,8 | -   | -  | 30,1* |
| 1965-1966  | Philadelphia 76ers | 79   | -  | 47,3* | 54,0* | -   | 51,3 | 24,6* | 5,2 | -   | -  | 33,5* |
| 1966-1967† | Philadelphia 76ers | 81*  | -  | 45,5* | 68,3* | -   | 44,1 | 24,2* | 7,8 | -   | -  | 24,1  |
| 1967-1968  | Philadelphia 76ers | 82   | -  | 46,8* | 59,5* | -   | 38,0 | 23,8* | 8,6 | -   | -  | 24,3  |
| 1968-1969  | L.A. Lakers        | 81   | -  | 45,3* | 58,3* | -   | 44,6 | 21,1* | 4,5 | -   | -  | 20,5  |
| 1969-1970  | L.A. Lakers        | 12   | -  | 42,1  | 56,8  | -   | 44,6 | 18,4  | 4,1 | -   | -  | 27,3  |
| 1970-1971  | L.A. Lakers        | 82   | -  | 44,3  | 54,5  | -   | 53,8 | 18,2* | 4,3 | -   | -  | 20,7  |
| 1971-1972† | L.A. Lakers        | 82   | -  | 42,3  | 64,9* | -   | 42,2 | 19,2* | 4,0 | -   | -  | 14,8  |
| 1972-1973  | L.A. Lakers        | 82*  | -  | 43,2  | 72,7* | -   | 51,0 | 18,6* | 4,5 | -   | -  | 13,2  |
| Carriera   | Carriera           | 1045 | -  | 45,8* | 54,0  | -   | 51,1 | 22,9* | 4,4 | -   | -  | 30,1  |
| All-Star   | All-Star           | 13   | 9  | 29,8  | 59,0  | -   | 50,0 | 15,2  | 2,8 | -   | -  | 14,7  |

#### Play-off
| Anno     | Squadra            | PG  | PT | MP    | TC%   | 3P% | TL%  | RP    | AP  | PRP | SP | PP    |
| -------- | ------------------ | --- | -- | ----- | ----- | --- | ---- | ----- | --- | --- | -- | ----- |
| 1960     | Philad. Warriors   | 9   | -  | 46,1* | 49,6  | -   | 44,5 | 25,8  | 2,1 | -   | -  | 33,2  |
| 1961     | Philad. Warriors   | 3   | -  | 48,0  | 46,9  | -   | 55,3 | 23,0  | 2,0 | -   | -  | 37,0  |
| 1962     | Philad. Warriors   | 12  | -  | 48,0* | 46,7  | -   | 63,6 | 26,6* | 3,1 | -   | -  | 35,0  |
| 1964     | S.F. Warriors      | 12* | -  | 46,5  | 54,3* | -   | 47,5 | 25,2  | 3,3 | -   | -  | 34,7* |
| 1965     | Philadelphia 76ers | 11  | -  | 48,7  | 53,0  | -   | 55,9 | 27,2* | 4,4 | -   | -  | 29,3  |
| 1966     | Philadelphia 76ers | 5   | -  | 48,0* | 50,9  | -   | 41,2 | 30,2* | 3,0 | -   | -  | 28,0  |
| 1967†    | Philadelphia 76ers | 15* | -  | 47,9* | 57,9  | -   | 38,8 | 29,1* | 9,0 | -   | -  | 21,7  |
| 1968     | Philadelphia 76ers | 13  | -  | 48,5* | 53,4  | -   | 38,0 | 24,7* | 6,5 | -   | -  | 23,7  |
| 1969     | L.A. Lakers        | 18* | -  | 46,2  | 54,5* | -   | 39,2 | 24,7* | 2,6 | -   | -  | 13,9  |
| 1970     | L.A. Lakers        | 18  | -  | 47,3* | 54,9  | -   | 40,6 | 22,2  | 4,5 | -   | -  | 22,1  |
| 1971     | L.A. Lakers        | 12  | -  | 46,2  | 45,5  | -   | 51,5 | 20,2  | 4,4 | -   | -  | 18,3  |
| 1972†    | L.A. Lakers        | 15  | -  | 46,9  | 56,3  | -   | 49,2 | 21,0* | 3,3 | -   | -  | 14,7  |
| 1973     | L.A. Lakers        | 17* | -  | 47,1* | 55,2  | -   | 50,0 | 22,5* | 3,3 | -   | -  | 10,4  |
| Carriera | Carriera           | 160 | -  | 47,2* | 52,2  | -   | 46,5 | 24,5  | 4,2 | -   | -  | 22,5  |

### Allenatore

#### ABA
| Stagione | Squadra         | Regular Season | Regular Season | Regular Season | Regular Season | Regular Season            | Post Season                                             |
| Stagione | Squadra         | V              | P              | % V            | G              | Posizione finale          | Post Season                                             |
| -------- | --------------- | -------------- | -------------- | -------------- | -------------- | ------------------------- | ------------------------------------------------------- |
| 1973-74  | San Diego Conq. | 37             | 47             | 44,0           | 84             | 4º nella Western Division | Sconfitto alle Semifinali di Division dagli Stars (2-4) |
|          | Carriera ABA    | 37             | 47             | 44,0           | 84             |                           |                                                         |

## Palmarès

### Squadra
- Campionato NBA: 2

Philadelphia 76ers: 1967
Los Angeles Lakers: 1972

### Individuale
- MVP delle Final Four NCAA: 1957
- NCAA Men's Basketball All-American: 2

1957, 1958
- NBA Rookie of the Year Award: (1960)
- MVP della regular season NBA: 4

1960, 1966, 1967, 1968
- MVP delle Finali NBA: 1

1972
- NBA All-Star Game: 13

1960, 1961, 1962, 1963, 1964, 1965, 1966, 1967, 1968, 1969, 1971, 1972, 1973
- MVP All-Star Game: 1960
- All-NBA Team: 10

First Team: 1960, 1961, 1962, 1964, 1966, 1967, 1968
Second Team: 1963, 1965, 1972
- NBA All-Defensive Team: 2

First Team: 1972, 1973
- Miglior marcatore in stagione NBA: 7 (2° migliore di sempre dietro a Michael Jordan (10) )

1960, 1961, 1962, 1963, 1964, 1965, 1966
- Miglior assistman in stagione NBA: 1

1968
- Miglior rimbalzista in stagione NBA: 11 (record)

1960, 1961, 1962, 1963, 1966, 1967, 1968, 1969, 1971, 1972, 1973
- 11 volte maggior numero di rimbalzi totali in stagione NBA (record)
- 9 volte maggior numero di minuti giocati a partita in stagione NBA (record)
- 8 volte maggior numero di minuti totali in stagione NBA (record)
- 9 volte più alta percentuale al tiro da 2 punti in stagione NBA (record condiviso con Shaquille O'Neal)
- Giocatore con il maggior numero di partite con 50 o più punti segnati di sempre in carriera: 118
- Maggior numero di sempre di punti totali segnati in una singola stagione in NBA (1961-1962) (4.029)
- Media più alta di sempre di punti a partita in una singola stagione in NBA (1961-1962) (50,40)
- Maggior numero di sempre di tiri totali realizzati in una singola stagione in NBA (1961-1962) (1.597)
- Maggior numero di sempre di rimbalzi totali in una singola stagione in NBA (1960-1961) (2.149)
- Media più alta di sempre di rimbalzi a partita in una singola stagione in NBA (1960-1961) (27,20)
- Settimo miglior marcatore di sempre sommando ABA e NBA
- Settimo miglior marcatore di sempre NBA
- Secondo migliore marcatore di sempre per punti a partita NBA in regular season (30,07 punti a partita)
- Miglior rimbalzista di sempre in NBA
- Migliore giocatore di sempre per rimbalzi a partita NBA in regular season (22,89 rimbalzi a partita)
- Secondo migliore rimbalzista di sempre NBA nei Playoff
- Secondo migliore rimbalzista di sempre per rimbalzi a partita NBA nei Playoff (24,5 rimbalzi a partita)
- Detentore del record di punti segnati in una singola partita NBA (100 punti)
- Detentore del record di rimbalzi in una singola partita NBA (55 rimbalzi)
- Detentore del record di rimbalzi in una singola partita di Playoff NBA (41 rimbalzi)
- Record NBA per tiri liberi segnati in una partita di Regular Season: 28 vs New York Knicks (2 marzo 1962) (record condiviso con Adrian Dantley)
- Secondo miglior realizzatore di sempre dei Golden State Warriors
- La sua maglia n. 13 è stata ritirata da: Golden State Warriors, Los Angeles Lakers, Philadelphia 76ers e Harlem Globetrotters
- Introdotto nella Hall of Fame nel 1979
- Incluso tra gli 11 migliori giocatori nel trentacinquesimo anniversario della NBA
- Inserito tra i 50 migliori giocatori del cinquantenario della NBA
- Inserito nel NBA 75th Anniversary Team

## Cinema
Nel 1984 prese parte al film Conan il distruttore di Richard Fleischer.